# Megachile semilaurita
Megachile semilaurita är en biart som beskrevs av Mitchell 1927. Megachile semilaurita ingår i släktet tapetserarbin, och familjen buksamlarbin. Inga underarter finns listade i Catalogue of Life.